# Kalevala Suite
Kalevala Suite is een compositie van de Finse componist Uuno Klami.

## Geschiedenis
Klami was niet tevreden over hoe Finse componisten de Kalevala beeld gaven in composities. Omdat te bewijzen begon hij vlak nadat hij zijn Kareliaanse suite had voltooid aan zijn eigen poging. Het idee om een dergelijk werk te schrijven dateerde al vanaf 1924 / 1925. Het zou uiteindelijk uitmonden in zijn oratorium Psalmus. Tegelijkertijd had Klami een versie voor ogen naar het model van Igor Stravinski. Hij begon aan het werk met de werktitel Choreografische beelden uit de Kalevala. Met ballet had het niets te maken toen de eerste uitvoering plaatsvond in 1933. Net zoals hij ontevreden was over andermans versies, zo bleef hij ook ontevreden over zijn eigen werk. Het als deel twee staande deel, paste hij aan, maar bleek uiteindelijk niet (meer) in de oorspronkelijke suite te passen. Het werd later bekend onder De avonturen van Lemminkainen op het eiland.
In 1943 begon Klami opnieuw aan het werk te sleutelen. De orkestratie werd ingekrompen en weer het middendeel kreeg een aanpassing. Klami was uiteindelijk verrukt van deze aanpassing en vond de suite toen pas klaar. De status van het werk nam grotere proporties aan toen het werk in de herfst van 1943 werd uitgevoerd; Finland was toen tijdens de Finse Oorlog in strijd met Rusland. De Kalevala Suite is niet alleen van de populairste werken van Klami, maar ook binnen de Finse klassieke muziek.

## Muziek
De uiteindelijke suite bestaat uit vijf deeltjes:
1. De schepping van de aarde (Maan synty) (Agitato e misterioso)
2. Het begin van de lente (Kevään oras) (Andante, molto tranquillo)
3. Terhenniemi (Allegro scherzando)
4. Wiegelied voor Lemminkainen (Kahtolaulu Lemminkäiselle) (Andante mosso)
5. Het smeden van de Sampo (Sammon taonta) (Allegro moderato)

De stijl is die van Igor Stravinski, ook de invloed van Maurice Ravel ontbreekt hier niet.

## Orkestratie
- 3 dwarsfluiten, 3 hobo's, 3 klarinetten, 3 fagotten;
- 4 hoorns, 3 trompetten, 3 trombones, 1 tuba
- pauken, 3 man / vrouw percussie, harp;
- violen, altviolen, celli, contrabassen

## Discografie
- Uitgave Finlandia Records: Fins Radio Symfonieorkest o l.v. Leif Segerstam in een opname uit 1987;
- Uitgave Chandos: IJslands Symfonie Orkest o.l.v. Petri Sakari
- Uitgave naxos: Turku Philharmonisch Orkest o.l.v. Jorna Panula
- Uitgave BIS Records: Lahti Symfonie Orkest o.l.v. Osmo Vänskä ; een opname uit 1994